# Катедра за библиотекарство и информатику Филолошког факултета Универзитета у Београду
Катедра за библиотекарство и информатику Филолошког факултета Универзитета у Београду налази се на Студентском тргу 3, између зграде Ректората Универзитета у Београду и задужбине Илије М. Коларца.

## Историјат образовања библиотекара и Катедре за библиотекарство и информатику
У Србији, формално образовање библиотекара почиње релативно касније од почетака организације библиотека. Дуго није била дефинисана потребна школска спрема и степен образовања ради запошљавања библиотекара и овај проблем је решен тек 1928. године.  доношењем Правила о полагању државног стручног испита, прво само за библиотечки кадар националне библиотеке, Народне библиотеке у Београду, а касније и за све библиотекаре. Прве курсеве за образовање библиотекара, пре свега за рад у јавним библиотекама, организовала је Марија Илић Агапова, дугогодишња и прва управница Библиотеке града Београда.
Након Другог светског рата оснива се Средња библиотекарска школа, 1948. године, која ће недуго затим прерасти у четворогодишњу школу, која је имала за циљ образовање књижничара, а затим и посебног смера књижара. Након спајања ове средње школе са Шестом београдском гимназијом школске 1979/1980, престаје и четворогодишње школовање књижничара, које ће се одржавати као двогодишње образовање у оквиру усмереног образовања у СФРЈ, у виду програма "Култура и јавно информисање", све до укидања овог вида образовања.
Образовање библиотекара на високошколском нивоу у Србији почиње 1963. године, оснивањем прве катедре за Библиотекарство на Филолошком факултету. На Катедри су изведене само четири генерације студената, пошто је укинута већ 1965. године. Предавачи су били угледни професори: Мирослав Пантић, Димитрије Вученов и други.
Модернизацијом наставе и реформом високог школства 1978. године, уведено је неколико смерова за трећу и четврту годину студија на Филолошком факултету, међу којима је и двогодишњи Смер за библиотекарство. Руководилац и оснивач Смера је била др Љубица Ђорђевић. У оквиру изборних предмета, постојао је и двосеместрални предмет Основи библиотечко-информационе делатности, чију је наставу изводила др Десанка Стаматовић.
Током 1986/87. године настојало се да се установи друштвена сврсисходност за проучавање библиотекарства на универзитетском нивоу у четворогодишњем трајању студија и да се припреми Елаборат о оснивању Групе за библиотекарство. По препоруци декана Филолошког факултета проф. др Никше Стипчевића (изреченој на састанку 10. јануара 1989), упућен је позив проф. др Радославу Анђусу, проф. др Милану Божићу, мр Душку Витасу, доц. др Љубиши Рајићу и мр Љубомиру Жиропађи да присуствују састанку 18. јануара 1989, како би заједно са наставним кадром ондашњег Семинара за библиотекарство: доц. др Десанком Стаматовић, доц. др Косаром Вукасовић и асист. мр Александром Вранеш испитали карактеристике сугерисаног пројекта. Поред професора са Семинара, у рад и организовање се прикључила радна група са Математичког факултета у изради дела пројекта информатичког образовања будућих библиотекара. Радну групу, а затим и њене прве професоре чинили су проф. др Недељко Парезановић; доц. др Гордана Павловић-Лажетић; и проф. др Милан Божић. Усвајањем Елабората на Универзитету, Филолошком факултету је додељена матичност за научну област библиотекарства. Прва генерација студената библиотекарства и информатике, по усвајању елабората, уписала се на Филолошки факултет 1990. године.
Смер за библиотекарство и информатику организује и постдипломске, специјалистичке и докторске студије. Са подацима до 2015. године, на Катедри за библиотекарство дипломирало је укупно 1384 студената, и највећи број је запослен у библиотекама у Србији (највећи број у Универзитетској библиотеци "Светозар Марковић" и Народној библиотеци Србије), такође и у иностранству.
Даљи развој Катедре је био условљен применом Болоњског система, те је дошло до одређених промена у плану и програму рада. У академској 2019/2020 на основним академским студијама при Катедри за библиотекарство и информатику студира око 100 студената на све четири године. Такође, при Катедри има студената у оквиру мастер програма "Језик, књижевност и култура" и на докторским студијама.
Шеф Катедре је проф. др Гордана Стокић Симончић

## Наставни кадар
| Редовни професори          | Ванредни професори | Доценти               | Асистенти               |
| -------------------------- | ------------------ | --------------------- | ----------------------- |
| др Александра Вранеш       | др Драгана Грујић  | др Милош Утвић        | мср Анђела Стошић       |
| др Цветана Крстев          | др Гордана Ђоковић | др Бранислава Шандрих | мср Милица Иконић Нешић |
| др Гордана Стокић Симончић |                    |                       |                         |
| др Бојан Ђорђевић          |                    |                       |                         |

Управница катедре је др Александра Вранеш . Дугогодишњи секретар и библиотекарка катедре је била  Зорица Ивковић-Савић (у периоду од 1998-2020).
Цео наставни кадар је у сарадњи и са другим универзитетским институцијама и центрима, како у Србији тако и у иностранству, у виду менторства или формирања комисија за одбрану магистарских и докторских дисертација. Неке од тих институција су и Филозофски факултет, Српско Сарајево, Центар за мултидисциплинарне студије у Београду и друге.

## Наставни план и програм
Наставни план Катедре за библиотекарство и информатику обухвата обавезне и изборне предмете који се слушају током четири године студија. Наставне активности подразумевају предавања, вежбе, консултације, праксу и обилазак различитих типова библиотека у Београду и целој Србији.
Катедра за библиотекарство и информатику је од академске 2019/2020 урадила доакредитацију основних академских студија, те је од ове академске године увела, по први пут на студијама библиотекарства обавезни четворогодишњи Савремени страни језик, који студенти библиотекарства и информатике слушају заједно са студентима који су уписали студије тог савременог језика. Овако широк програм омогућава студентима библиотекарства много шири дијапазон могућности запошљавања након завршених студија.
Наставни програм је подељен на две велике групе: Библиотекарство и Информатику, чије се специфичне области проучавају кроз све четири године студија. Поред тога, студенти Катедре слушају и двогодишње курсеве из области Архивистике и Музеологије.

### Преглед главних предмета по години студија
Прва година  студија:
| №  | Назив предмета                | Семестар | Број ЕСПБ | Професор                           |  |
| -- | ----------------------------- | -------- | --------- | ---------------------------------- |  |
| 1  | Библиотекарство 1             | 1        | 6 еспб    | Александра Вранеш ; Драгана Грујић |  |
| 2  | Историја књига и библиотека 1 | 1        | 3 епсб    | Гордана Стокић Симончић            |  |
| 3  | Књиге и библиотеке код Срба 1 | 1        | 3 еспб    | Гордана Стокић Симончић            |  |
| 4  | Информатички практикум 1      | 1        | 3 еспб    | Милош Утвић                        |  |
| 5  | Информатика за библиотекаре 1 | 1        | 3 еспб    | Милош Утвић                        |  |
| 6  | Библиотекарство 2             | 2        | 6 еспб    | Александра Вранеш                  |  |
| 7  | Историја књига и библиотека 2 | 2        | 3 епсб    | Гордана Стокић Симончић            |  |
| 8  | Књиге и библиотеке код Срба 2 | 2        | 3 еспб    | Гордана Стокић Симончић            |  |
| 9  | Информатички практикум 2      | 2        | 3 еспб    | мср Милица Иконић Нешић            |  |
| 10 | Информатика за библиотекаре 2 | 2        | 3 еспб    | Милош Утвић                        |  |

Друга година студија:
| №  | Назив предмета                      | Семестар | Број ЕСПБ | Професор                |  |
| -- | ----------------------------------- | -------- | --------- | ----------------------- |  |
| 1  | Методологија истраживања и цитирања | 3        | 3 еспб    | Гордана Ђоковић         |  |
| 2  | Организација знања 1                | 3        | 3 епсб    | Гордана Ђоковић         |  |
| 3  | Компаративно библиотекарство        | 3        | 3 еспб    | Гордана Стокић Симончић |  |
| 4  | Библиотечки практикум 1             | 3        | 3 еспб    | Гордана Ђоковић         |  |
| 5  | Дигитални текст 1                   | 3        | 6 еспб    | Бранислава Шандрих      |  |
| 6  | Увод у архивистику                  | 4        | 3 еспб    | Бојан Ђорђевић          |  |
| 7  | Етика у науци и култури             | 4        | 3 епсб    | Александар Петровић     |  |
| 8  | Организација знања 2                | 4        | 3 еспб    | Гордана Ђоковић         |  |
| 9  | Библиотечки практикум 2             | 4        | 3 еспб    | Гордана Ђоковић         |  |
| 10 | Дигитални текст 2                   | 4        | 6 еспб    | Милош Утвић             |  |

Трећа година студија:
| №  | Назив предмета                   | Семестар | Број ЕСПБ | Професор                                 |  |
| -- | -------------------------------- | -------- | --------- | ---------------------------------------- |  |
| 1  | Увод у музеологију               | 5        | 3 еспб    | Бојан Ђорђевић                           |  |
| 2  | Структура информација 1          | 5        | 3 епсб    | Бранислава Шандрих                       |  |
| 3  | Архивистика 1                    | 5        | 6 еспб    | Бојан Ђорђевић                           |  |
| 4  | Статистика у библиотекама        | 5        | 6 еспб    | Милош Утвић                              |  |
| 5  | Информатички практикум 3         | 5        | 3 еспб    | Бранислава Шандрих                       |  |
| 6  | Увод у библиографију             | 6        | 3 еспб    | Гордана Ђоковић                          |  |
| 7  | Структура информација 2          | 6        | 3 епсб    | Бранислава Шандрих                       |  |
| 8  | Архивистика 2                    | 6        | 6 еспб    | Бојан Ђорђевић                           |  |
| 9  | Процеси управљања у библиотекама | 6        | 6 еспб    | Гордана Стокић Симончић                  |  |
| 10 | Информатички практикум 4         | 6        | 3 еспб    | Бранислава Шандрих ; Милица Иконић Нешић |  |

Четврта година студија:
| №  | Назив предмета                     | Семестар | Број ЕСПБ | Професор                                     |  |
| -- | ---------------------------------- | -------- | --------- | -------------------------------------------- |  |
| 1  | Теорија и историја библиографије 1 | 7        | 3 еспб    | Драгана Грујић                               |  |
| 2  | Музеологија 1                      | 7        | 6 епсб    | Бојан Ђорђевић                               |  |
| 3  | Базе података                      | 7        | 6 еспб    | Милош Утвић                                  |  |
| 4  | Библиотечки практикум 4            | 7        | 3 еспб    | Гордана Ђоковић                              |  |
| 5  | Односи библиотека са јавношћу      | 7        | 3 еспб    | Гордана Стокић Симончић                      |  |
| 6  | Мултимедијални документи           | 7        | 3 еспб    | Бранислава Шандрих                           |  |
| 7  | Теорија и историја библиографије 2 | 8        | 3 еспб    | Драгана Грујић                               |  |
| 8  | Музеологија 2                      | 8        | 6 епсб    | Бојан Ђорђевић                               |  |
| 9  | Проналажење информација            | 8        | 6 еспб    | Бранислава Шандрих ; мср Милица Иконић Нешић |  |
| 10 | Библиотечки практикум 4            | 8        | 3 еспб    | Гордана Ђоковић                              |  |